# Chakufwa Chihana
Chakufwa „Tom“ Chihana (* 11. März 1939 in Lubagha, Rumphi, Nyassaland; † 12. Juni 2006 in Johannesburg, Südafrika) war ein malawischer Politiker, der mehrmals Minister sowie 1994 Präsidentschaftskandidat war.

## Leben
Chihana war zunächst Gewerkschaftsfunktionär und befand sich in den 1970er als Führer einer oppositionellen Bewegung gegen den ersten Präsidenten der Republik Malawi Hastings Kamuzu Banda ohne Prozess sechs Jahre lang in Haft. Nach seiner Entlassung lebte er im Exil und kritisierte auf Auslandsreisen den Präsidenten weiterhin heftig. Nach seiner Rückkehr nach Malawi wurde er am 8. April 1992 in Lilongwe abermals festgenommen. Für seinen Einsatz wurde er 1992 mit dem Robert F. Kennedy Human Rights Award ausgezeichnet. Der gegen ihn daraufhin geführte volksverhetzende Prozess führte zu einer nationalen und internationalen Kampagne für einen Wandel im Land, die Präsident Banda zur Ausrufung eines Referendums 1993 veranlasste. Dabei sprach sich die Mehrheit der wahlberechtigten Bevölkerung für eine Rückkehr zu einem demokratischen Mehrparteiensystem aus.
Bei den ersten Mehrparteienwahlen in der Geschichte Malawis am 17. Mai 1994 kandidierte Chihana für die Alliance for Democracy (AFORD) und erhielt als Drittplatzierter 18,89 Prozent. Bakili Muluzi, Kandidat der oppositionellen United Democratic Front (UDF), siegte mit 47,15 Prozent der Stimmen. Der nach 30-jähriger Amtszeit geschlagene Banda von der Malawi Congress Party (MCP) erhielt 33,44 %, während auf den Kandidaten der Malawi Democratic Party (MDP) Kamlepo Kalua 0,52 % entfielen. Muluzi berief ihn jedoch zum Zweiten Vizepräsidenten und Minister für Landwirtschaft und Bewässerung in dessen Regierung. Am 2. Mai 1996 bildete Präsident Bakili Muluzi sein Kabinett um, woraufhin Chihana und drei weitere führende Minister ihre Ämter verloren. Der bisherige Außenminister Edward Bwanali übernahm das Ministerium für Bewässerung und Wasserentwicklung, während der frühere Minister für Transport und Zivilluftfahrt George Ntafu neuer Außenminister wurde. Zum Ende von Muluzis zweiter Amtszeit war er zwischen 2003 und 2004 abermals Zweiter Vizepräsident. 2004 überlebte er einen Unfall auf dem Flughafen Mzuzu, bei dem sein Flugzeug über die Start- und Landebahn hinausrollte und mit einem Bus zusammenstieß.
Unter Muluzis Nachfolger als Staatspräsident, Bingu wa Mutharika von der United Democratic Front (UDF), war Chihana zwischen 2004 und seinem Tode 2006 erneut Minister für Landwirtschaft und Bewässerung. Sein Sohn Enoch Chihana war als Vertreter der AFORD Mitglied der Nationalversammlung sowie zeitweilig Sportminister.

## Weblink
- Eintrag in rulers.org